# 찰리 게링거
찰스 레너드 ("찰리") 게링거(Charles Leonard ("Charlie") Gehringer, 1903년 5월 11일 ~ 1993년 1월 21일)은 2루수로 활약한 미국의 메이저 리그 베이스볼의 야구 선수로 디트로이트 타이거스와 함께 19개의 시즌 동안 출장하였다. 그는 .320의 경력 평균과 함께 마쳐 자신의 16개의 완전한 시즌의 3개 만에 .300점을 치는 데 실패하였다. 그의 조용한 태도와 겸손은 내야에서 자신의 우미로서 같은 시대의 선수들에 의하여 주목되었다. 1949년 미국 야구 명예의 전당에 헌액되었다.

## 초기 세월
미시간주 리빙스턴 카운티의 이오스코 타운십에 있는 농장 집에서 태어났다. 그의 부모 레너드와 테레자 게링거는 독일인 이민자였으며, 찰리는 4명의 자식들 중의 셋째였다. 그는 또한 부친의 첫 결혼 생활로부터 7명의 의붓형제·자매를 두기도 하였다. 가족은 찰리가 3세 때 리빙스턴 카운티에 있는 파울러빌의 남부에 자리잡은 에드 에인절 농장으로 이주하였으며, 어린 찰리는 농장일을 좋아하지 않았다.
야구는 시작부터 달랐으며, 찰리는 가끔 연상의 소년들과 함께 야구를 하였다. 그는 파울러빌 고등학교를 위하여 내야수와 투수로 활약하고 3년에 단 하나의 경기를 패하였다. 그 야구장은 현재 게링거 필드로 불리고 있다. 그의 부모는 야구를 위하여 그의 열정을 나누지 않았다.
1922년 완고한 농장일을 다룬 자신의 형의 곁으로 부모는 사람을 기용하여 찰리가 체육을 전공하러 미시간 대학교에 입학하는 데 찰리에게 농장을 떠나도록 하였다. 그는 야구에서 신입생 편지를 얻고 아이스크림 공장에서 아르바이트를 하였다. 그때로 봐서 그는 파울러빌 타운 팀에서 인디애나주 앙골라에 있는 무소속팀으로 졸업하였다.
영구적으로 농장을 떠나는 게링거의 기회는 1923년 가을에 왔다. 보비 비치와 함께 사냥한 지방인이 전 디트로이트 타이거스의 외야수에게 찰리에 관하여 말하고 디트로이트에서 실력 시험을 위하여 배치하였다.
아메리칸 리그의 첫 올스타 2루수는 타이거스와 계약을 맺기 전에 전혀 그 위치를 활약한 적이 없다. 그는 미시간 대학교에서 3루수였고, 디트로이트에게 3루수로서 보고하였으나 3루에 보비 존스와 프레드 헤이니를 가진 타이 콥은 게링거를 2루로 옮기고 그를 마이너 리그로 보냈다.
그는 1924년을 클래스 B 미시간 - 온타리오 리그의 런던과 함께 보내며 112개의 경기들에서 .292점을 타구하고 9월 타이거스와 함께 5개의 경기들을 활약하였다. 그는 1925년 시즌을 위하여 AA 인터내셔널 리그의 토론토로 승진하여 155개의 경기들에서 .325점을 타구하고 타이거스와 함께 8개의 경기들을 활약하였다.
게링거는 1926년 빅리그의 등록부에 이루었으나 벤치에 시작하였다. 게링거는 신인 선수로서 123개의 경기들에 나오고 .277점을 안타하였다. 타이거스는 그해 겨울 콥을 내보내고 조지 모리아티를 감독으로 임명하였다. 모리아티 감독은 세인트루이스 브라운스로부터 마티 맥매너스를 2루에 활약하는 데 얻고, 게링거를 잭 워너의 백업 선수로서 3루로 옮겼다.
맥매너스가 2루에 있는 동안 다시 게링거는 "만능의 3루수"로서 벤치에 시즌을 시작하였으나 다시 휴식을 얻었다.

## 스타 선수가 되다

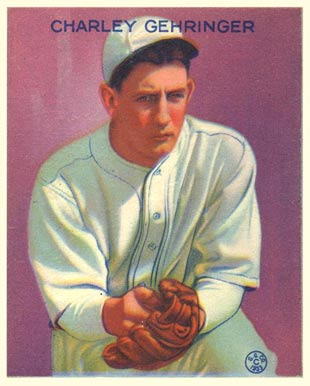
1933년 게링거가 나온 가우디 카드

1927년 게링거는 .317점을 안타하여 13.300 이상의 시즌들의 경주를 시작하여 1932년 .298점 만에 의하여 망쳐졌다. 타자로서 그의 발진 시즌은 1929년이었고, .339점을 안타하고 안타 (215), 득점 (131), 2루타 (45), 3루타 (19)와 도루 (27)에서 리그를 이끌었다. 1930년 그는 201개의 안타와 47개의 2루타와 함께 .330점을 안타하였다. 그는 1931년의 부상을 당한 시즌에 .311점을 안타하였고, 경기들에서 4번이나 리그를 이끈 선수는 101번 밖에 안 나왔다. 이듬해 그는 152개의 경기들에서 활약하였으나 .298점 만을 안타하고 44개의 2루타와 107개의 타점을 가졌다.
오프 시즌은 가끔 지방 유세 하는 것을 의미하여 메이저 리그와 니그로 리그에서 온 스타 선수들의 팀들과 함께 여행을 가 작은 타운들에서 야구를 하였다.
1933년 첫 올스타 경기가 열리고 게링거는 스타 선수들 사이에 스타 선수였다. 1938년으로 봐서 그는 모든 경기를 위하여 출발 서수로 선발된 단 하나의 선수였다. 1934년 경기에서 칼 허벨이 유명하게 베이브 루스, 루 게릭과 지미 폭스를 스트라이크아웃 시키면서 첫 이닝을 끝낼 때 게링거는 1루타와 함께 경기에 선두 타자를 가졌다. 그는 하이니 매누시가 4구에 의한 출루로 가기 전에 오류에 2루로 옮겼다. 게링거는 2013년으로 봐서 6개의 경기들 (첫 올스타 경기에서 1루타를 포함한 10 루 20 타와 2개의 도루)에서 .500의 최고 올스타 타구 평균을 위한 기록을 보유하고 있다.
1934년 새 선수 겸 감독 미키 코크런 아래의 타이거스는 101 승 53 패의 기록과 함께 4위로부터 튀어 올라 1909년 이래 자신들의 첫 월드 시리즈 출연을 이루었다. 게링거는 득점 (134)와 안타 (214)에서 아메리칸 리그를 이끌고 .356의 평균과 함께 타이거스의 지도 선수였다. 그 일은 462개 타점 (1루수 행크 그린버그 139개, 게링거 127개, 유격수 빌리 로젤 100개와 3루수 마브 오언 96개)을 위하여 결합된 내야수의 해였다. 타이거는 7개의 경기들에서 세인트루이스 카디널스에게 월드 시리즈를 패하였다. 그들은 시리즈에서 12개의 오류를 일으키고 시즌 동안 17개 만을 만든 게링거는 3개를 일으켰다. 시즌 후에 그는 일본을 순회한 올스타 팀의 일부였다.
1935년 디트로이트 타이거스가 월드 시리즈로 돌아오면서 게링거는 .330의 평균과 124개의 득점과 함께 팀을 지도하고 6개의 경기들에서 시카고 컵스를 꺾었다. 게링거는 시리즈에서 .375점을 타구하였다.

## MVP 상과 타구 타이틀

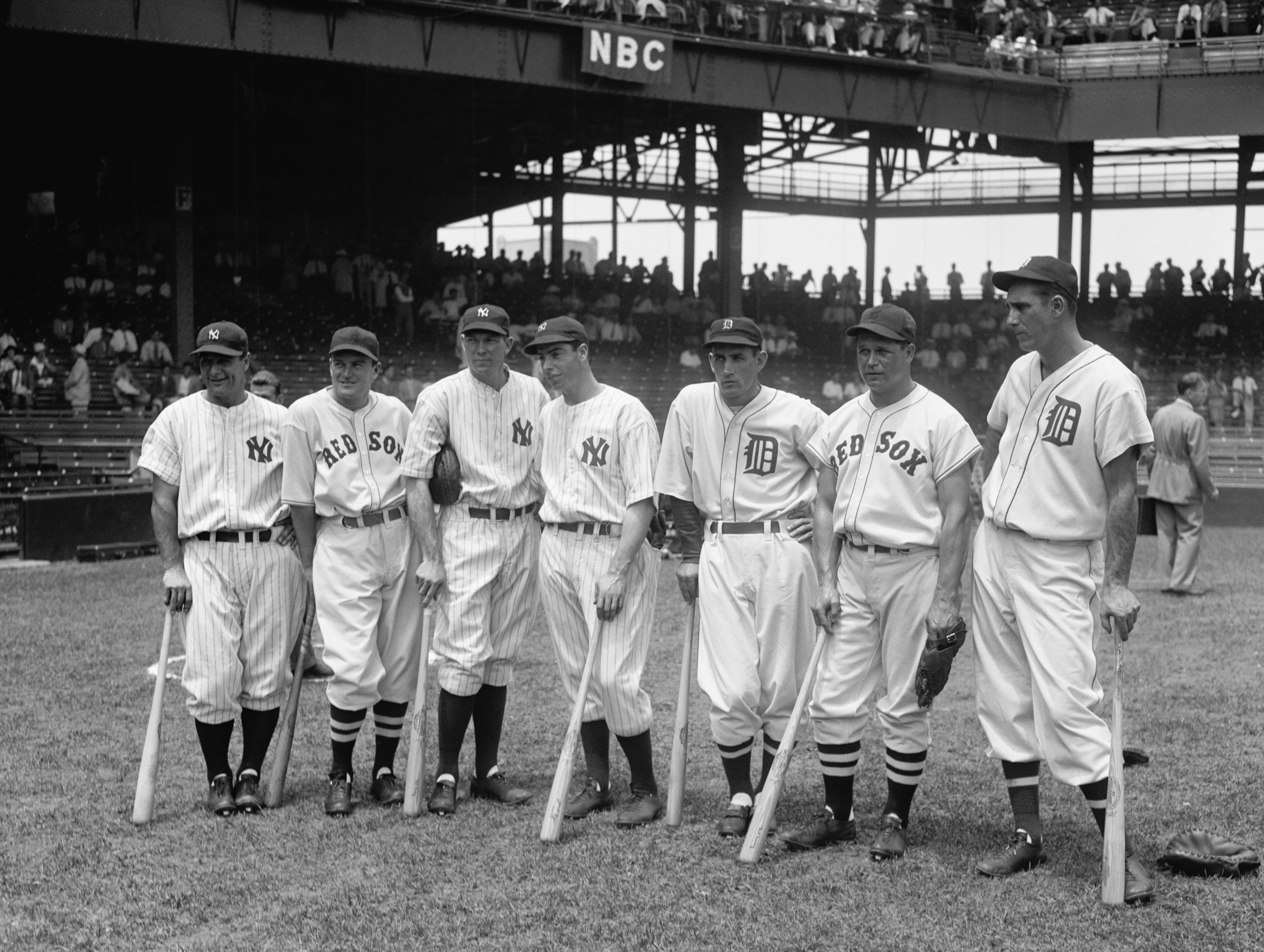
1937년 아메리칸 리그의 올스타 선수들. 좌로부터 루 게릭, 조 크로닌, 빌 디키, 조 디마지오, 게링거, 지미 폭스와 행크 그린버그. 이 모든 7명은 야구 명예의 전당에 헌액되었다.

1937년 34세의 나이로 게링거는 아메리칸 리그의 MVP로서 선발되는 데 4년의 세월에 코크런(1934)와 그린버그(1935)에 이어 3번째 타이거스 선수가 되어 22세의 뉴욕 양키스의 조 디마지오에 4점 앞섰다. 게링거는 .371점을 타구하여 게릭에 20점과 디마지오에 25점 앞서 리그를 지도하였다. 그는 209개의 안타, 133개의 득점과 96개의 타점을 가져 1932년부터 100에 도달하는 데 실패한 1938년까지 단 하나의 해였다.
1938년 시즌은 올스타로서 게링거의 마지막이었으며, 그는 107개의 타점과 174개의 안타와 함께 .306점을 타구하였다. 그 일은 자동차 산업으로 제조업자들의 대표들로서 비지니스를 시작하는 데 게링거가 레이 포사이스와 팀을 이룬 해였다. 이전의 겨울들에 그는 디트로이트의 백화점에서 스포츠 용품의 판매원으로 일하였다. 하나의 점에서 그는 2개의 주유소를 임대하고 그것들을 운영하는 데 다른 사람들을 기용하였다.
게링거의 경력은 서서히 끝나갔으며, 1939년 그는 118개의 경기들 만을 활약하여 86개의 타점과 함께 겨우 132개의 안타에 .325점을 안타하였다. 이듬해는 그가 .300점 이상을 안타한 마지막이었고, 타이거스가 월드 시리즈로 가면서 198개의 득점을 매기고 81점에서 타구하였다. 그는 7개의 경기들에서 전부 활약하여 신시내티 레즈에게 패한 그 경기들에서 .214점을 타구하였다.

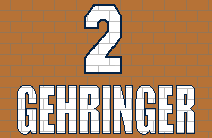
디트로이트 타이거스에 의하여 영구 결번된 게링거의 등번호 2

1941년 게링거는 127개의 경기들에서 활약하였으나 그의 평균은 .220점으로 떨어졌다. 1942년으로 봐서 그는 선수 겸 코치였으며 9월 23일 미국 해군에 의하여 입대되기 전에 .268의 평균을 매겼다. 그는 캘리포니아주에 있는 세인트 메리스 칼리지 해군 예비 비행 학교에서 야구 코치를 지냈다. 그는 소령의 계급과 함께 1945년 11월 제대하였다.
게링거의 실리적은 2,839개의 안타, 1,186개의 4구에 의한 출루, 1,744개의 득점과 10,244개의 타석에서 겨우 372개의 스트라이크아웃과 함께 .320의 평균이다. 그의 184개의 홈런 중 7개는 경기장의 내부였다. 1942년 시즌의 말기에 그는 평균에서 37위와 2루타 (574)에서 6위를 하였다. 그는 자신의 경력에서 자신이 향한 레프티 그로브를 완고한 투수로 평가하였다. 그는 1939년 5월 27일 순환을 위하여 안타하였다. 그는 타이거스 역사상 1927년 9월 3일부터 1931년 5월 7일까지 511개의 경기들을 활약한 장기적 연속적 경기 연속을 보유하고 있다. 그는 2루수에 의한 보살에서 2위와 2루수에 의한 2루 활약에서 7위를 하였다.
게링거는 타이거 스타디움이 폐장할 때 1999년 팬이 선발한 타이거스 사상의 2루수로 임명되었다. 1983년 그의 등번호 2와 그린버그의 등번호 5는 타이거스에 의하여 영구 결번되었다.

## 야구 이후의 세월

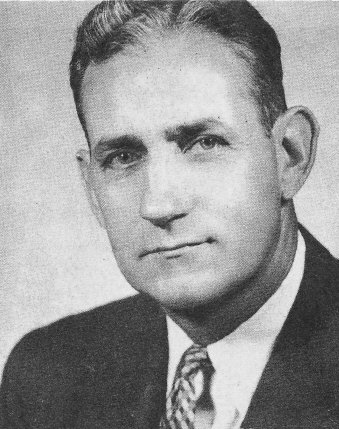
타이거스 부회장 시절의 게링거 (1957년)

비지니스맨으로서 게링거는 또한 성취적 경력을 가졌다. 포사이스는 그에게 몇대의 자동차를 팔아 친구, 그러고나서 비지니스 파트너가 되었다. 게링거와 포사이스는 부품과 부속물을 자동차 산업에 팔았다. 그들의 첫 성공은 당시 전혀 사람들의 옷을 찢은 적이 없던 실내 장식 단추들이었다. 뉴욕의 여성 앤 프리돌프는 하나에 특허권을 가지고, 그녀의 특허 대리인은 게링거와 포사이스의 친구였다. 포드와 크라이슬러가 계약을 맺고, 제네럴 모터스가 이어서 하였다. 그들은 실내 장식 물질, 카페트와 다른 인테리어 물질들을 포함한 다른 제품들을 추가하였다. 그는 1974년 퇴직하였다.
자신이 은퇴하였어도 게링거는 야구와 함께 끝나지 않았다. 그는 1949년 미국 야구 명예의 전당에 헌액되었으나 그는 자신의 결혼을 준비하고 있던 이유로 6월 13일에 열린 헌액식에 참석하지 않았다. 아무도 선출되지 않으면서 1월에 투표가 열렸고, 게링거는 결승전에 선출되었으나 그의 결혼 계획들은 진보에 잘 이루어졌고 그는 쿠퍼스타운에 긴급한 일이 있었다고 말하였다.
타이거스의 가장 적격의 미혼 남자들 중의 하나에 불구하고 게링거는 결혼하지 않았다. 그는 1934년 자신이 매입한 첫 저택으로 자신의 당뇨병 환자 모친을 옮겼다. 그녀가 간호를 필요한 이유로 자신의부인을 데려오는 것을 원하지 않았다. 그가 조제핀 스틸렌이 구매부에서 일한 내시-켈비네이터스에 판매 전화를 걸 때 게링거는 그녀를 만났다. 그녀는 그가 야구 선수란 것을 알아왔고, 특히 1934년과 1935년 월드 시리즈로부터 그를 기억하였다. 그는 그녀에게 경기로 가는 티켓을 주었고, 그녀는 친구와 함께 갔으나 경기는 비를 맞았다.
그 일은 결혼과 함께 시작되었다. 그 계획은 마브와 바이올렛 오언이 살던 캘리포니아주 샌타클래라에서 작은 일을 위하였다. 게링거는 그들의 결혼식에서 신랑 들러리를 지냈다.
다음해 게링거는 쿠퍼스타운에 있었고, 거기에 매년 있었다. 안전한 42년의 세월에 그는 10개의 시상식 만을 놓치고, 그 중에 9개는 자신이 아직도 전임으로 일하였던 때였다. 그는 1953년 명예의 전당 베테량 협회가 창조부터 1990년까지 거기에 근무하고 1991년까지 전당의 감독국의 일원이었다.
게링거는 1951년 8월부터 1953년 시즌 말기까지 총지배인으로서 타이거스로 돌아왔고 1960년까지 부회장이었다. 그의 야구 연주는 기쁘지 않았다.
그는 1950년 겨우 페넌트를 놓친 후 높은 샐러리와 함께 보답되어 온 팀을 물러받고 급료 지불 명부를 삭감하는 데 이적들을 만드는 데 강요되었다. 그 1952 ~ 53년의 타이거스는 110 승 198 패 6 무승부로 결합되어 끝냈다. 하지만 게링거는 훗날의 명예의 전당 헌액자 알 칼라인을 서명하지 않았다.
게링거는 양키스의 올드 타이머 데이스에서 정규적 일원이었고 62세의 나이로 선수로서 그를 진심으로 끝낸 1965년의 경기였다. 그 일은 짐 콘스탠티를 상대로 그의 첫 타석이었다. 이어진 주에 그는 파열된 아킬레스건 수술을 받았다.
골프는 그때로 봐서 그의 스포츠였다. 1929년 파울러빌의 주민들은 네이빈 필드에서 게링거를 위하여 날을 개최하고 가죽 가방에 스팰딩 목재와 강철의 세트와 함께 그에게 수여하였다.
게링거는 명백히 다임스의 행렬에서 활동적이었고, 빅 브라더스, 보이스 앤드 걸스 클럽과 오클랜드 대학교와 웨인 카운티의 의장을 20년 동안 지냈다. 그는 그 행렬을 위하여 많은 서명 회합을 개최하고 많은 세월 동안 인기있는 연설자였다.
10년간의 세월 동안 경기의 외부와 격렬하게 사적인 사람으로 지내 왔음에 불구하고 게링거는 팬들과 서명 선동들에 의하여 잊혀지지 않았다. 게링거의 저택은 디트로이트 외곽에 크고 외딴 지역에 자리 잡았으나 식사 시간들이 벨을 울리고 시간 혹은 서명을 요구하는 사람들에 의하여 방해되었다고 한다.
1993년 1월 21일 미시간주 블룸필드힐스에서 89세의 나이에 자신이 1달 일찍이 겪어온 발작의 합병증으로 사망하였다.